# 歌えニッポンの空
「歌えニッポンの空」（うたえニッポンのそら）は、サザンオールスターズの楽曲。自身の5作目の配信シングルとして、タイシタレーベル / SPEEDSTAR RECORDSからダウンロード配信・ストリーミングで2023年8月2日に発売された。キャッチコピーは
「―全ての故郷に愛/Amoreと感謝を込めて ありがっとう!!」。

## 背景・リリース
前作「盆ギリ恋歌」から16日ぶりとなる新曲。本作品のリリースはデビュー記念日（6月25日）の前日にあたる2023年6月24日に桑田のラジオ番組『桑田佳祐のやさしい夜遊び』（TOKYO FM）にてサザンとしての活動再開及び『茅ヶ崎ライブ2023』の開催決定の報告と共に発表された。放送後にメンバーはファンと生まれ育った日本及びそれぞれの故郷への感謝や愛郷の念を綴ったコメントを発表しており、この思いが『茅ヶ崎ライブ2023』開催のきっかけとなり、本作品と前作「盆ギリ恋歌」の歌詞のコンセプトにもなっている。45周年を記念して開設された特設サイトでは本作品の歌詞を引用した「"ここが故郷 歌えニッポンの空" サザンオールスターズ、参ります!!」というキャッチコピーが掲載された。また、この二作と次作「Relay〜杜の詩」は共通したテーマを持つ三部作であるとメディアでは語られている。これらの楽曲はいずれも茅ヶ崎やレコーディングで通う東京・青山をテーマとしたものであり、鍵となる言葉として"ふるさと"がモチーフに取り入れられている。

## プロモーション

### テレビ披露
| 放送日        | 番組名                                                                                   | 放送局             | 披露曲 | 出典          |
| ------------- | ---------------------------------------------------------------------------------------- | ------------------ | --- | ------------- |
| 2023年8月4日  | ミュージックステーション                                                                 | テレビ朝日         | 「歌えニッポンの空」 「盆ギリ恋歌」 「LOVE AFFAIR 〜秘密のデート」 | [ 21 ] [ 22 ] |
| 2023年8月17日 | NHK MUSIC SPECIAL サザンオールスターズ シン・日本の夏ライブSP!!                          | NHK                | 「歌えニッポンの空」 「盆ギリ恋歌」 「チャコの海岸物語」 「東京VICTORY」 「My Foreplay Music」 「涙のキッス」 「栄光の男」 「OH!! SUMMER QUEEN 〜夏の女王様〜」 「太陽は罪な奴」 「真夏の果実」 「希望の轍」 「勝手にシンドバッド」 「Oh! クラウディア」 | [ 23 ] [ 24 ] |
| 2023年9月28日 | NHK MUSIC SPECIAL サザンオールスターズ特別番組～45周年経っても“馬鹿でごめんよ”           | NHK                | 「歌えニッポンの空」 「盆ギリ恋歌」 「チャコの海岸物語」 「東京VICTORY」 「太陽は罪な奴」 「希望の轍」 「Oh! クラウディア」 「勝手にシンドバッド」 「Big Star Blues (ビッグスターの悲劇)」 「Moon Light Lover」 「LOVE AFFAIR 〜秘密のデート」 「Relay〜杜の詩」 | [ 25 ]        |
| 2024年3月3日  | NHK MUSIC SPECIAL サザンオールスターズ～シン・ニッポンの"馬鹿でごめんよ"ライブSP完全版～ | NHK                | 「歌えニッポンの空」 「盆ギリ恋歌」 「Big Star Blues (ビッグスターの悲劇)」 「チャコの海岸物語」 「白い色は恋人の色」（ベッツイ&クリス） 「東京VICTORY」 「My Foreplay Music」 「Moon Light Lover」 「涙のキッス」 「栄光の男」 「OH!! SUMMER QUEEN 〜夏の女王様〜」 「太陽は罪な奴」 「真夏の果実」 「希望の轍」 「勝手にシンドバッド」 「LOVE AFFAIR 〜秘密のデート」 「Oh! クラウディア」 「Relay〜杜の詩」 | [ 26 ] [ 27 ] |
| 2024年4月6日  | NHK MUSIC SPECIAL サザンオールスターズ～シン・ニッポンの"馬鹿でごめんよ"ライブSP完全版～ | NHK BSプレミアム4K | 「歌えニッポンの空」 「盆ギリ恋歌」 「Big Star Blues (ビッグスターの悲劇)」 「チャコの海岸物語」 「白い色は恋人の色」（ベッツイ&クリス） 「東京VICTORY」 「My Foreplay Music」 「Moon Light Lover」 「涙のキッス」 「栄光の男」 「OH!! SUMMER QUEEN 〜夏の女王様〜」 「太陽は罪な奴」 「真夏の果実」 「希望の轍」 「勝手にシンドバッド」 「LOVE AFFAIR 〜秘密のデート」 「Oh! クラウディア」 「Relay〜杜の詩」 | [ 26 ] [ 27 ] |

## チャート成績
2023年8月14日付のオリコン週間デジタルランキングで初週1.3万DLを売り上げて、初登場3位にランクインした。
同月2日付のBillboard JAPANダウンロード・ソング・チャート“Download Songs"でも6.8千DLで1位にランクインしている。

## 収録曲

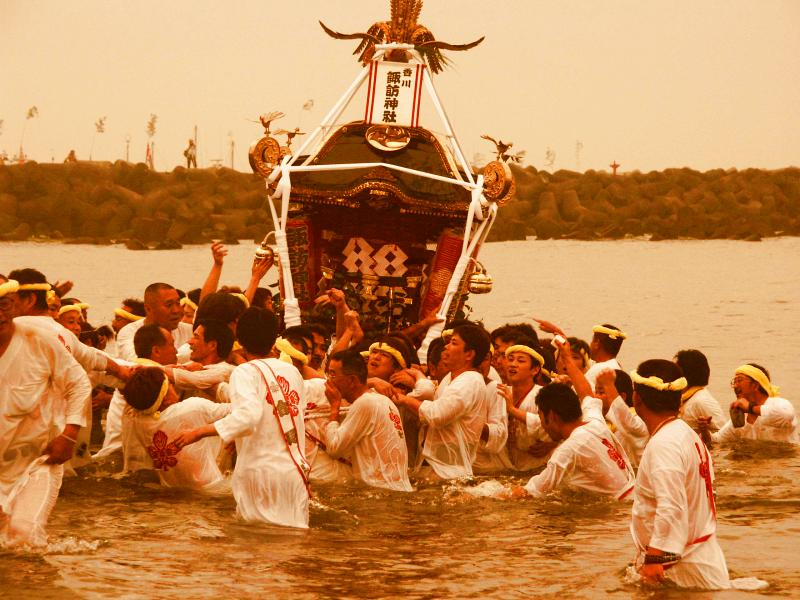
浜降祭（2003年7月）。桑田は参加経験こそないが、この浜降祭を始めとした伝統行事や神事への敬意を表しており、本楽曲やソロ名義の「MY LITTLE HOMETOWN」などの楽曲でその思いを込めている。ちなみに2017年のソロライブツアー『がらくた』で「MY LITTLE HOMETOWN」を演奏した際にはバックモニターの神輿の映像とSEに乗せて桑田も担ぐ仕草をし、会場を盛り上げた。

1. 歌えニッポンの空
（作詞・作曲：桑田佳祐 / 編曲：サザンオールスターズ & 片山敦夫）[16]
『茅ヶ崎ライブ2023』テーマソング[31]。ユニクロ「Life Wear/UVカット 新しい先生篇」CMソング[注釈 2][32]。
公式サイトでは「爽やかでゆったりとした時間が流れる海辺の街を想起させる、せつなくも陽気な夏ソング」と解説されている。心地良いラテン・サウンドの楽曲で、秋に野外ライブを開催する"桑田の故郷・茅ヶ崎"、45年間にわたり音楽を作り続けてきた"ビクター・スタジオ"、活動の歩みと共にツアーで巡ってきた"日本各地"への熱き思いが込められており、日本全国、空で繋がるすべての“故郷”への愛と感謝を歌った1曲となっている[注釈 1][19]。『茅ヶ崎ライブ2023』でも「ここ（茅ヶ崎）で生まれて良かったという実に他愛もない新曲を歌わせてください」と前置きして歌唱している[33]。タイトルや歌詞に空という言葉を取り入れたことについては、2010年に食道がんを患った際に親交のある行きつけの蕎麦屋の女店主から「空はつながっているから」と励まされたことが影響している旨を語っている[34]。また、桑田はこの言葉を「日本国内だけじゃなくて、遠くの国の問題もひとごとじゃないし、『空はつながっている』という意味は、そういう立場になって考えることができるかな、ということかもしれない」とも解釈している[34]。歌詞に登場する『浜降り』は茅ヶ崎で夏に行われる「浜降祭」のことである[注釈 3][35][17]。故郷茅ヶ崎及び日本への思いを馳せた本楽曲について桑田は歌詞を書いている時点から『茅ヶ崎ライブ2023』で演奏することを意識していたといい、「歌詞を作ってる中で、日本人だったら自分の故郷とかね、離れた場所を思うとか、こう気にかけるってことがあると思うんですよね。特に今こう色々、日本中が過疎化してる。で、過疎化して地方から若者が外に出ていく。地方に仕事がないということがずいぶん多いと思うんですけど。そういうことをまあ、多少こう気に留めつつの『故郷』（というフレーズ）なんですけど」「正直やっぱり茅ヶ崎ライブでこの曲を歌っているってことを想定してましたけど、もっと茅ヶ崎だけじゃなくてなんか国民それぞれの『我が家』とか『故郷』という意味でね、そっち（のニュアンス）にちょっと振ったんですけどね」と語っている[注釈 4][38]。
「盆ギリ恋歌」と共に2023年6月24日放送の『桑田佳祐のやさしい夜遊び』で初めて音源が解禁され[5]、7月31日からは全国のラジオ局で本楽曲のオンエアが開始された[19]。
配信日の8月2日にオフィシャルオーディオ映像[21]、8月4日に6月にデビュー45周年を迎えた特別ムービー「45周年愛と感謝の“ありがっとう!!”45秒スペシャルムービー」[39]、8月31日にミュージック・ビデオ (MV) がそれぞれサザンオールスターズ公式YouTubeチャンネルにて公開された[40]。

## 収録アルバム
| 曲名             | 作品名            |
| ---------------- | ----------------- |
| 歌えニッポンの空 | THANK YOU SO MUCH |

## ライブ映像作品
| 曲名             | 作品名           |
| ---------------- | ---------------- |
| 歌えニッポンの空 | 茅ヶ崎ライブ2023 |